# Cushman Kellogg Davis

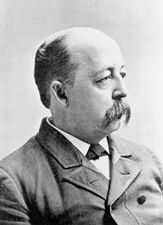
Cushman Kellogg Davis

Cushman Kellogg Davis (* 16. Juni 1838 in Henderson, Jefferson County, New York; † 27. November 1900 in Saint Paul, Minnesota) war ein US-amerikanischer Politiker. Er gehörte der Republikanischen Partei an. Von 1874 bis 1876 war er Gouverneur des Bundesstaates Minnesota.
Davis wurde 1838 in Henderson, New York geboren. Noch bevor er ein Jahr alt war, zogen seine Familie mit ihm in das Wisconsin-Territorium. Dort besuchte er das Carroll College in Waukesha. Später studierte Davis an der University of Michigan, wo er schließlich 1857 graduierte. 1860 in die Anwaltschaft zugelassen, trat er jedoch während des Bürgerkrieges in das Unionsheer ein, wo er in der 28. Wisconsin Infanterie als verantwortlicher Leutnant für die Kompanie B, ein Freiwilligenregiment, diente.
Seit 1865 wohnte er in Saint Paul und wurde 1867 als Abgeordneter in das Repräsentantenhaus von Minnesota gewählt. Von 1868 bis 1873 arbeitete er als Staatsanwalt. Danach wurde er zum siebten Gouverneur des Bundesstaates Minnesota gewählt und hatte dieses Amt vom 7. Januar 1874 bis zum 7. Januar 1876 inne. Vom 4. März 1887 bis zu seinem Tod im November 1900 war Davis Mitglied des US-Senats. In seiner Rolle als Senator nahm er an den Friedensverhandlungen zur Beendigung des Spanisch-Amerikanischen Krieges teil.